# 本條晴一郎
本條 晴一郎（ほんじょう せいいちろう）は、日本の経営学者。学術博士(東京大学)。経営学博士(法政大学)。静岡大学学術院工学領域事業開発マネジメント(MOT)系列准教授。法政大学イノベーション・マネジメント研究センター 客員研究員。防災士。

## 略歴・人物
筑波大学附属駒場高等学校、東京大学教養学部理科一類入学を経て、東京大学大学院総合文化研究科にて広域科学を専攻し、博士後期課程を修了。学術振興会特別研究員、龍谷大学アフラシア平和開発研究センター公募研究員、中央農業総合研究センター生産支援システム研究チームリサーチフェロー、東京大学東洋文化研究所特任研究員、NTTドコモモバイル社会研究所副主任研究員などを務めつつ、2021年に法政大学大学院経営学研究科経営学専攻、博士課程を修了した。
日本マーケティング学会 理事、日本消費者行動研究学会 幹事 なども担当。

## 著作等

### 単著・共著
- 『東京大学のアルバート・アイラー―東大ジャズ講義録・キーワード編』（メディア総合研究所、2006年）
- 『ハラスメントは連鎖する 「しつけ」「教育」という呪縛 (光文社新書)』（光文社、2007年）
- 『東京大学のアルバート・アイラー―東大ジャズ講義録・キーワード編 (文春文庫)』（文藝春秋、2009年）
- 『紛争解決 暴力と非暴力 (アフラシア叢書)』（ミネルヴァ書房、2010年）
- 『災害に強い情報社会―東日本大震災とモバイル・コミュニケーション』（エヌティティ出版、2013年）
- 『モバイル社会の未来：2035年へのロードマップ』（NTT出版、2013年）
- 『恋愛ドラマとケータイ (青弓社ライブラリー) 』（青弓社、2014年）
- 『デジタル・ワークシフト—マーケティングを変えるキーワード30』（2018年）
- 『1からのデジタル・マーケティング』（碩学舎、2019年）
- 『消費者によるイノベーション： 分野外情報の有効性』（千倉書房、2022年）

## 専門分野
- 自然科学
- 商学

## 受賞歴
- 「日本マーケティング学会カンファレンス2016」ベストペーパー(ドクターコース)賞（2016年）
- 「日本消費者行動研究学会」第16回JACS論文プロポーザル賞 優秀賞（2016年）
- 「株式会社碩学舎」第5回碩学舎賞 一席（2018年）
- 「日本マーケティング学会」ベストオーラルペーパー賞（2019年）